# Bertrand Jaquet
Pour les articles homonymes, voir Jaquet.
Bertrand Jaquet, né le 23 novembre 1949 à Artenay (Loiret), est un hôtelier-restaurateur français.

## Biographie

### Famille et enfance
Petit fils de Joseph et Marie Louise Jaquet, agriculteurs beaucerons, et de André et Madeleine Cailleux, technicien et gardiens de distillerie de betterave à sucre d’origine picarde, Bertrand Jaquet naît le 23 novembre 1949 dans la maison de concierge de la coopérative agricole d’Artenay (Loiret) ou ses parents Raymond (1921-2003), ouvrier d’usine à chanvre et Marie-Louise (1923-2018), gouvernante de maison bourgeoise, sont employés.
En 1960, ses parents Raymond et Marie Louise acquièrent une vieille auberge face à l’abbaye bénédictine de Solesmes (Sarthe),.

### Formation et premières expériences
En 1966, il intègre sur concours l’École Hôtelière Lesdiguières à Grenoble, ville alors en période olympique. Il en sort major de promotion en 1968 avec les CAP de cuisine et de service. Il obtient la même année le prix de meilleur jeune barman de France.
Sorti d’école, Bertrand Jaquet embarque à Marseille le 1er juillet 1968 sur le paquebot Renaissance des croisières Paquet, où il officie comme cuisinier puis serveur durant deux saisons. Il revient assurer la cuisine de l’auberge familiale en 1970. Devant faire son service militaire, il est appelé par Joël Le Theule, Ministre des Départements et Territoires d’Outre-Mer, pour prendre en charge les cuisines du Gouverneur de la Polynésie Française à Papeete.

### Direction d'établissements

#### Grand Hôtel de Solesmes
Lors de son séjour en Polynésie, Bertrand Jaquet élabore le projet de transformer l’auberge familiale en un hôtel moderne doté d’un restaurant gastronomique. Les travaux de construction ont lieu de 1973 à 1975. Le Grand Hôtel de Solesmes obtient la reconnaissance du Guide Michelin pour sa cuisine, lui attribuant un R rouge, remplacé en 1980 par l’étoile,,,,. Exploité par Bertrand Jaquet et son épouse Michèle durant 45 années, le Grand Hôtel de Solesmes est maintenant sous la responsabilité de leur fille Marie.

#### Relais du Gué de Selle
En 1979-1980, le Sénateur-Maire d’Evron, Raoul Vadepied (1908-1995), décide de faire réaliser par la collectivité un vaste espace de tourisme et de loisirs avec plan d’eau, club de voile et hôtel-restaurant. Cependant, les responsables de l’exploitation choisis par la municipalité se révélant être des escrocs, Raoul Vadepied, alors en période électorale, confie à Bertrand Jaquet l’exploitation de l’établissement afin d'en garantir la pérennité financière,.

#### Hôtel Ricordeau
En 1995, l’hôtel Ricordeau de Loué (Sarthe), jadis réputé pour sa gastronomie (2 étoiles au guide Michelin) et labellisé Relais & Châteaux, se trouve fermé, après faillite. Bertrand Jaquet, Didier Peschard et Didier Paris s’en portent acquéreurs. L’activité est relancée avant d’être cédée en 1998.

#### Domaine de Rochevilaine
Bâti sur la Baie de la Vilaine, le Domaine de Rochevilaine est un conservatoire de manoirs de haute époque bretonne, conçu par l’ingénieur Henri Dresch à la fin des années 1950. En 1996, le médecin Jean-Pierre Liégeois, y termine la construction d’un centre de soins. En 1997, rencontrant des difficultés de gestion, Jean-Pierre Liegeois confie l’établissement à Bertrand Jaquet pour le redresser et le développer. Bertrand Jaquet transforme le centre de soins d’esprit médical en un centre de soins de confort,. Cet équipement original, nommé « Spa Marin », est le premier du genre en France,,. Les comptes sont redressés et l’établissement hôtelier développé grâce à d’importants investissements,. Le Domaine de Rochevilaine est admis au sein des Relais & Châteaux,. Le Domaine entretient une activité de mécénat artistique centrée sur les arts graphiques et plastiques,,,.
En 2004, Bertrand Jaquet acquiert l’entreprise. Sa fille Cécile le rejoint à la direction. À la suite de Patrice Caillault, Maxime Nouail est aujourd’hui chef de cuisine du restaurant du Domaine,,.

### Engagement en faveur des hôteliers indépendants

#### France Accueil et Minotel Europe
En 1975, Bertrand Jaquet rejoint l'association régionale « France Ouest Hôtels ». Visant une clientèle étrangère en quête d’étapes pour traverser et découvrir la France, est créé en association avec d’autres associations régionales un groupement coopératif national sous le nom de « France Accueil ». Bertrand Jaquet en est le Président national à titre bénévole de 1983 à 1996. Des bureaux de réservation sont ouverts dans chaque pays européen et sur tous les continents. Le groupement compte jusqu’à 170 hôtels en France et une vingtaine de collaborateurs au siège parisien,.
Le groupement s'associe ensuite à d'autres groupements européens sous le nom de Minotel Europe. L’entreprise basée à Lausanne compte jusqu’à 800 hôtels dans 25 pays. Bertrand Jaquet en est le président jusqu’en 1996.

#### Tradition Hôtelière Française (THF)
Afin de soutenir les « chaines volontaires » dont les établissements sont la propriété des exploitants, Bertrand Jaquet crée avec Joseph Olivereau, Président des Relais & Châteaux, et Pierre Duvauchelle, Président de Mapotel (plus tard Best Western) une organisation dénommée « Tradition Hôtelière Française » (THF),. La représentativité de celle-ci dans son secteur amène Bertrand Jaquet à être nommé en 1986-1988 conseiller auprès de Michel Noir, Ministre délégué au commerce extérieur puis de Jean-Jacques Descamps, Secrétaire d’État chargé du Tourisme,.

#### Extension de la COFACE au secteur touristique
La COFACE n'assurant à ses débuts que les investissements du secteur industriel, des démarches auprès du ministre chargé du Commerce et du Tourisme Michel Crépeau, permettent d'obtenir en 1985 l’ouverture de l’assurance à l’ensemble du secteur touristique extérieur,.

#### ACOTHEL
ACOTHEL est une association créée en 1982 par le secrétaire d’État au Tourisme François Abadie. Elle réunit la Banque CEPME, les principales centrales syndicales patronales de l’industrie hôtelière, la FNAIM et les principales « chaines volontaires ». Afin de favoriser l’installation des jeunes professionnels, Bertrand Jaquet au cours de sa présidence en 1986, permet l’installation d’un fonds de garantie facilitant les acquisitions, bénéficiant aux jeunes professionnels,,.

#### Hôtels économiques Aster
Pour faire face au développement de nouvelles enseignes d’hôtels économiques financés par des sociétés d’investissement, concurrençant directement l’hôtellerie familiale traditionnelle, Bertrand Jaquet met au point avec un cabinet d'architecture le concept des « Hôtels ASTER »,. Ce concept est destiné à élargir l’offre hôtelière des indépendants et est présenté en 1987 au salon Equip’Hôtel. Au total, une vingtaine d’établissements sont construits suivant ce concept pour des hôteliers indépendants,,. Bertrand Jaquet exploite durant 30 ans (1988-2018) celui de Sablé-sur-Sarthe.